# 瑪雅貝克省
瑪雅貝克省（西班牙語：Provincia de Mayabeque）是古巴西部的省份，省會聖何塞德拉斯拉哈斯，西臨阿特米薩省和哈瓦那市，北鄰佛羅里達海峽，東接馬坦薩斯省，在2011年前是哈瓦那省的一部分，面積3,733平方公里，2010年人口381,446。
22°58′5″N 82°09′21″W / 22.96806°N 82.15583°W
1. 1 2   (PDF). Una MIRADA a Cuba. Oficina Nacional de Estadísticas. Cuba. 2010 （Spanish）.
2. ↑  . hdi.globaldatalab.org.   [2018-09-13] （英语）.